# 达维德·伊尔卡
达维德·伊尔卡（捷克語：David Jirka，1982年1月4日—），捷克男子赛艇运动员。他曾代表捷克参加2004年和2008年夏季奥林匹克运动会赛艇比赛，其中2004年奥运会获得一枚银牌。